# Grobla (Niepołomice)
Grobla – dawna wieś, a dziś część osiedla Jazy w Niepołomicach, położona w jego centralnej części. Od północy i północnego zachodu sąsiaduje z Jazami, od zachodu z Kaźmierzem, od południa z Piaskami, od południowego wschodu z Poczynem, od wschodu z Kępiną, natomiast od północnego wschodu z Wroniarką.
W rejonie tym występuje zabudowa jednorodzinna wolnostojąca i szeregowa. Częścią Grobli jest osiedle Suszówka, na którego obszarze znajduje się kościół Matki Boskiej Różańcowej, będący siedzibą parafii pod tym samym wezwaniem.